# Uwe Nickel
Uwe Nickel (* 3. Juli 1942 in Zoppot) ist seit 1962 als Grafiker und Maler freiberuflich tätig. Er lebt und arbeitet in Hagen.

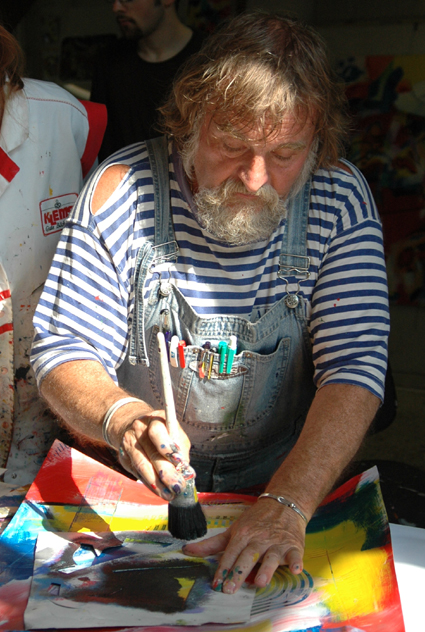
Uwe Nickel in seinem Atelier, 2005

Seine Ausbildung umfasste die Bereiche Grafik, Design und Malerei. Seine künstlerischen Arbeiten umfassen vor allem zahlreiche Plakat-, Buch- und Grafikgestaltungen sowie zahlreiche Wandgestaltungen (Kunst am Bau) an öffentlichen Gebäuden. Auf Einladung des Goethe-Institutes war Nickel an Ausstellungen und Workshops in vielen Ländern beteiligt, u. a. an internationalen Biennalen in Polen, der Schweiz, Italien und den USA.
Darüber hinaus waren seine Werke in Ausstellungen in San Francisco, Paris, Amsterdam, Berlin, Hannover und Wiesbaden zu sehen, außerdem in einer ständigen Ausstellung in der Atelier-Galerie Haus Busch, Hagen. Ausgezeichnet wurde sein Werk bisher mit dem Förderpreis zum Karl-Ernst-Osthaus-Preis der Stadt Hagen.  
Nickel bietet zahlreiche Kunst-Workshops mit Schülern sowie zahlreiche Kunst-Workshops mit Volkshochschulen an.

## Werke
- Wandbild (1980) Malerei 5x7 m
  - Grundschule Hagen-Geweke, Turnhalle, Ennepeufer 5
  - An der Außenwand der Turnhalle sind in bunten Farben spielende Kinder dargestellt, die in einer anderen, der normalen Welt der Erwachsenen entrückten Welt ihre Freude haben. In dieser "verkehrten Welt" sind Sonne und Wolken in der unteren Bildhälfte angeordnet, während die Kinder über der Erde zu schweben scheinen. Das Wandbild hat starke Übereinstimmungen mit Werken der "Pop-Art".